# Oparinisis viking
Oparinisis viking är en korallart som beskrevs av Philip Alderslade 1998. Oparinisis viking ingår i släktet Oparinisis och familjen Isididae. Inga underarter finns listade i Catalogue of Life.